# Google Now
Google Now（グーグル・ナウ）とはGoogleのAndroidに対応するバーチャルアシスタントである。
AndroidネイティブなGoogle検索のエクステンションとして質問に答えたり、お薦めを生成したりウェブサービスへのリクエスト動作するために自然言語ユーザーインターフェースを使用している。ユーザーが始めたクエリに答えるために、Google Nowではユーザーの検索傾向に基づき、ユーザーが欲しがっていると予測する情報を配信している。Android 4.1+ ("Jelly Bean")から搭載されており、最初に対応した携帯端末はGalaxy Nexusだった。ポピュラーサイエンスはGoogle Nowを「Innovation of the Year" for 2012」に選出した。

## 歴史
2011年末、GoogleがAndroidの次バージョンで実装するAppleのSiriと同様のバーチャルアシスタントを開発しているという報道があった。初期コードネームはジーン・ロッデンベリーの妻メイジェル・バレットやスタートレックシリーズのボイスコンピュータシステムにちなみ「メイジェル」(Majel)と名付けられていたが、「アシスタント」というコードネームも付けられていた。
2012年6月27日、Google I/OにてGoogle NowがAndroid 4.1 Jelly Beanのプレミアムデモンストレーションの一環でお披露目された。
2012年10月29日、Gmailカードの追加を伴うGoogle Play経由のアップデートでGoogle Nowが使用可能になった。ユーザーのGmailアカウントから引き出した、フライト情報、荷物の追跡情報、ホテルやレストランの予約といった情報と共にカードを表示する。さらにユーザーの現在位置、検索履歴に基づき映画、コンサート、株式取引、ニュースのカードも表示する。また、ユーザーによる音声入力でカレンダーでイベントを作成することもできる。
2012年12月5日、Google検索アプリケーションのアップデートに伴いGoogle Nowもアップデートで近いうちに行われるイベントのカード、博物館や店舗でのカメラを使った検索、電子メールでの航空券受け取り（ユナイテッド航空のみだが他の航空会社でも予定されている）、予定している旅行の目的地の天気、誕生日のリマインダー、ウォーキングなど行動の月間別概要といった複数の機能が追加された。今回のアップデートでの新たなボイス機能としてGoogle+への投稿、曲の認識、バーコードスキャンが追加された。
2015年以降、GoogleはGoogleアプリ内での Google Now への言及を段階的に廃止し、2016年10月にはNowカードをフィードに置き換えるなど、「Now」の使用を大幅に削減した。その後、Google Now ランチャーを廃止し、以降はGoogleアプリへの機能面の移行を進めることで、Google Nowは終了した。

## 機能性
Google NowはGoogle検索アプリケーションのアスペクトとして実装されており、ユーザーがデバイス上で繰り返している行動（よくいる位置、カレンダーにおいて繰り返している予定、検索語句）を認識することでユーザーにカード形式でより関連性のある情報を提供している。このシステムはGoogleのナレッジグラフというユーザーの意味と繋がりを分析することでより詳細な検索結果を生成するときに使用されるシステムを活用している。
特化されたカードは以下の通り:
- 行動概要（ウォーキングなど）
- 誕生日
- イベント
- フライト
- Gmail: イベント
- Gmail: フライト
- Gmail: ホテル
- Gmail: 荷物の追跡
- Gmail: レストラン
- 映画
- ニュース
- 次の会議
- 周辺写真スポット
- 場所（駐車位置など）
- パブリックアラート
- 公共交通機関
- リサーチトピックス
- スポーツ
- 株式
- 渋滞
- 旅行: 周辺観光スポット
- 旅行: 帰還に関する情報
- 翻訳
- 天気

## 評価
CNETのスコット・ウェブスターはGoogle Nowのユーザーが過去の場所履歴やチェックインに基づきユーザーのイベントをリマインドする機能を称賛した上、ユーザーによるリクエスト無しでクリーンかつ直感的な方法で瞬時に情報を提供することをさらに称賛した。批判として、Ars Technicaのライアン・ポールはSiriを含むほとんどの音声操作アプリケーションのように音声認識に大きな問題を抱えていると述べているが、クエリ入力機能には多くのオプションがあるとも述べている。
数人のコメンテーターはGoogle Nowの予測能力に関してGoogleはユーザーのルーチンと日常の生活に関してどれだけの正確なデータと情報を持っているのかと疑問を示している。